# Présidence de John Tyler
10e président des États-Unis
Présidence de William Henry Harrison Présidence de James K. Polk
La présidence de John Tyler débuta le 4 avril 1841, date de l'investiture de John Tyler en tant que 10e président des États-Unis à la suite de la mort de son prédécesseur William Henry Harrison, et prit fin le 4 mars 1845. Vice-président des États-Unis depuis seulement 31 jours au moment d'accéder à la fonction suprême, il fut le premier président à exercer cette fonction sans y avoir été élu. Afin d'éviter une crise constitutionnelle, Tyler se rendit immédiatement à la Maison-Blanche, prêta le serment de président et assuma l'ensemble des pouvoirs présidentiels, un précédent qui définit la gestion des futures successions et finit par donner lieu au 25e amendement de la Constitution des États-Unis adopté en 1967.
Élu vice-président sous l'étiquette du Parti whig, Tyler s'opposa néanmoins régulièrement à son parti. Partisan d'une interprétation stricte de la Constitution, il estimait qu'une grande partie du programme des whigs bafouait cette dernière et il mit son veto à plusieurs lois. Parmi les textes rejetés par Tyler figurait une proposition dont l'objectif était de rétablir une banque nationale. En conséquence, une grande partie de son cabinet démissionna et les whigs l'expulsèrent du parti. Une manœuvre visant à obtenir sa destitution fut initiée à la Chambre des représentants mais se solda finalement par un échec. Malgré ses nombreux désaccords avec le Congrès, Tyler ratifia le tarif de 1842 qui procurait des revenus nécessaires à un gouvernement toujours en proie aux effets de la panique de 1837.
Tyler eut plus de succès en politique étrangère. Son administration négocia le traité Webster-Ashburton qui réglait un litige territorial avec le Royaume-Uni. Le président mit l'accent sur la défense des intérêts américains dans le Pacifique et signa un traité commercial avec la Chine des Qing. Il étendit également le principe de la doctrine Monroe avec Hawaï et consacra ses deux dernières années de présidence à l'annexion du Texas. L'admission de cet État esclavagiste au sein de l'Union provoqua un débat qui occupa une place centrale au cours de l'élection présidentielle de 1844, remportée par le démocrate James K. Polk. Le 1er mars 1845, trois jours avant la fin de son mandat, Tyler ratifia une résolution officialisant l'annexion du Texas et ce dernier rejoignit l'Union dans les premiers mois de la présidence de Polk.
La présidence de Tyler a fait l'objet de divers commentaires mais elle est généralement tenue en faible estime par les historiens. Edward P. Crapol commença sa biographie de 2006 en écrivant que « les autres biographes et historiens ont avancé que John Tyler fut un chef de l'exécutif malchanceux et incapable dont la présidence fut très imparfaite ». Dans sa biographie de 2003, Dan Monroe observa que la présidence de Tyler est « généralement considérée comme l'une des moins réussies ». Plusieurs historiens et commentateurs ont cependant fait l'éloge de sa politique étrangère, de sa conduite personnelle et du précédent qu'il a su imposer en matière de succession présidentielle.

## Accession à la présidence
Au cours de l'élection présidentielle de 1840, le ticket whig composé de William Henry Harrison et de John Tyler battit le président sortant Martin Van Buren qui faisait campagne sous la bannière du Parti démocrate. Tyler fut assermenté en tant que 10e vice-président des États-Unis le 4 mars 1841, le même jour qu'Harrison. Après la cérémonie, le vice-président retourna au Sénat pour recevoir les nominations du président au Cabinet avant d'y revenir à nouveau le lendemain pour présider à leur confirmation en tant que président du Sénat. S'attendant à avoir peu de responsabilités, Tyler quitta Washington, D.C. pour Williamsburg,. De son côté, Harrison convoqua le Congrès en session extraordinaire pour aborder la situation économique difficile du pays, toujours en proie aux conséquences de la panique de 1837. La session était prévue pour le 31 mai. Les premières semaines de la présidence, et notamment son discours d'investiture de deux heures dans un froid glacial, épuisèrent Harrison qui contracta une pneumonie et développa une pleurésie,. Le grand âge d'Harrison qui avait alors 68 ans et sa santé déclinante n'avaient été un secret pour personne durant la campagne et la question de la succession présidentielle était dans tous les esprits.

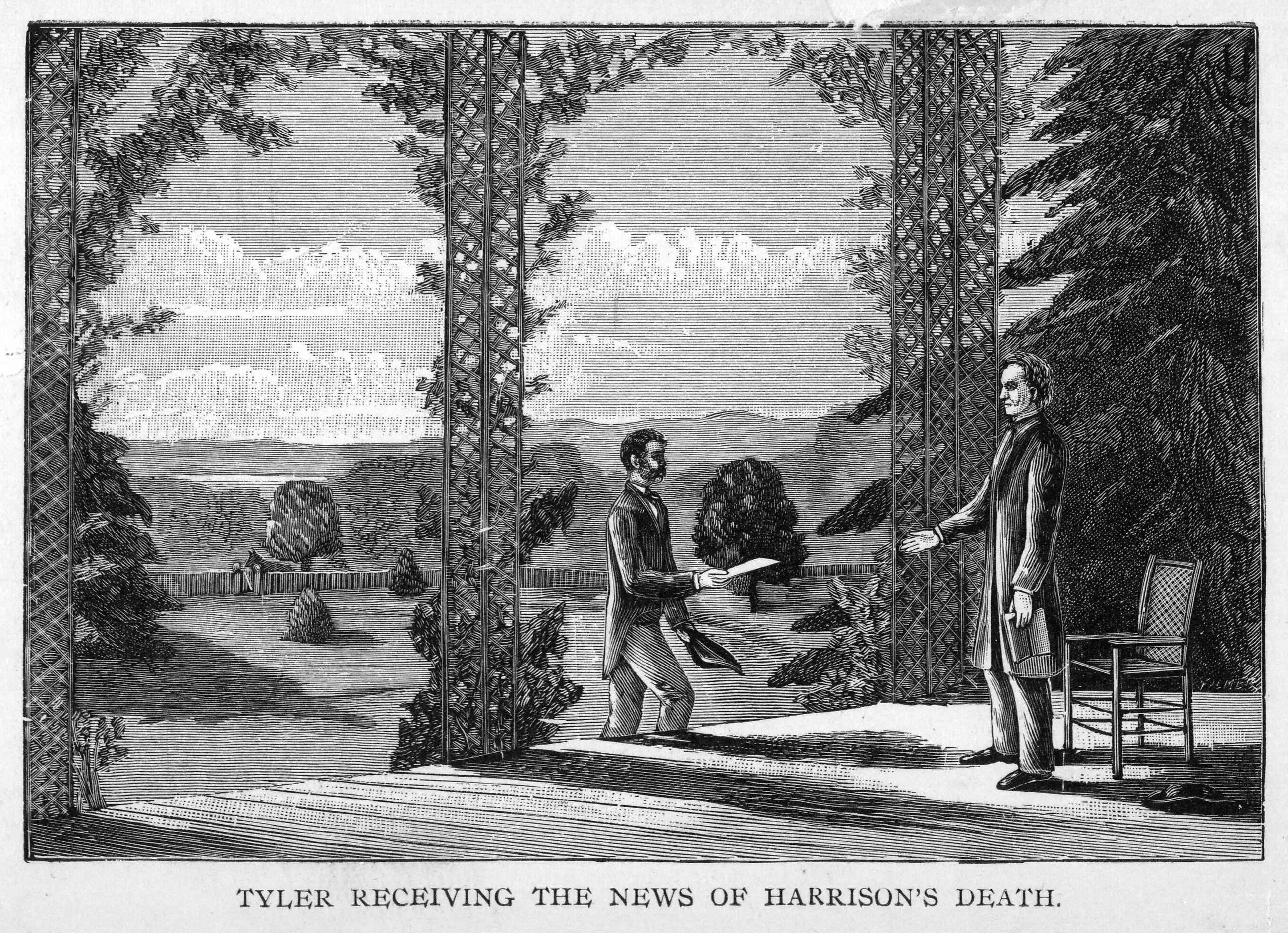
Illustration de 1888 représentant le vice-président Tyler apprenant la mort du président Harrison.

Le secrétaire d'État Daniel Webster envoya un message à Tyler concernant la maladie d'Harrison le 1er avril ; quatre jours plus tard, le vice-président apprit qu'Harrison était mort la veille,,. La mort d'un président en exercice n'avait pas de précédent et sa succession causa donc une grande confusion. Les juristes avaient anticipé depuis longtemps la probabilité qu'un président décède un jour en cours de mandat mais aucun consensus n'existait sur la nature des pouvoirs qui incomberaient alors au vice-président. L'article II de la Constitution des États-Unis précisait uniquement :

« En cas de destitution, de mort ou de démission du président, ou de son incapacité d'exercer les pouvoirs et de remplir les devoirs de sa charge, ceux-ci seront dévolus au vice-président. »

Le débat concernait le rôle exact qu'assurerait Tyler. Soit le vice-président devenait le président, soit il agissait en tant que président; le cabinet, qui se réunit une heure après la mort d'Harrison, se prononça pour cette deuxième option. Tyler était cependant fermement convaincu d'être maintenant le président de plein droit et il prêta immédiatement le serment de la fonction, créant un précédent dont l'importance se révéla cruciale pour fixer les modalités de la transmission du pouvoir en cas de décès du président. Le serment présidentiel fut administré dans la chambre d'hôtel de Tyler par le juge en chef William Cranch de la cour de circuit du district de Columbia. Tyler considérait que le serment était redondant avec celui de vice-président mais souhaitait empêcher tout doute concernant son accession à cette charge.
Il donna un discours de facto d'investiture devant le Congrès le 9 avril en réaffirmant les principes fondamentaux de la démocratie jeffersonienne (en) et la limitation des pouvoirs fédéraux. La prise de fonction de Tyler ne fut pas immédiatement acceptée par les membres de l'opposition au Congrès comme John Quincy Adams qui militait pour que Tyler assume un rôle de transition sous le titre de « président par intérim » ou qu'il reste vice-président de nom. Parmi ceux qui questionnaient l'autorité de Tyler figurait le chef des whigs Henry Clay qui avait essayé d'être « le véritable pouvoir derrière un trône maladroit » en exerçant une influence considérable sur Harrison et il transférait à ce moment cette ambition sur son proche ami Tyler. Il le considérait comme le « vice-président » et sa présidence comme une simple « régence ».

## Composition du gouvernement
Ne voulant pas mécontenter les partisans d'Harrison, Tyler décida de conserver tous les membres du cabinet précédent même si plusieurs ministres lui étaient ouvertement hostiles et lui reprochaient son accession à la fonction suprême. Lors de sa première réunion de cabinet, il fut informé par Webster de la pratique de Harrison de soumettre sa politique à un vote et les membres du gouvernement s'attendaient à ce que Tyler fasse de même. Ce dernier fut stupéfait et les corrigea immédiatement :

« Je vous demande pardon messieurs ; je suis très heureux d'avoir dans mon cabinet des hommes d'État expérimentés comme vous l'avez prouvé. Et je serai ravi de profiter de vos conseils et de vos propositions. Mais je ne consentirai jamais à me faire dicter ce que je devrais ou ne devrais pas faire. En tant que président, je serai responsable de mon administration. J'espère avoir votre pleine coopération dans la mise en place de ces mesures. Tant que vous jugerez bon de le faire, je serai heureux de vous avoir à mes côtés. Quand vous penserez autrement, vos démissions seront acceptées,. »

En dehors du secrétaire d'État Webster, Tyler ne disposait d'aucun allié au sein du cabinet et ses soutiens au Congrès étaient, comme il ne tarda pas à s'en rendre compte, fort rares. Partisan du droit des États et d'une interprétation stricte de la Constitution, Tyler n'avait rejoint les whigs que par aversion pour Andrew Jackson et il était en désaccord avec les grandes lignes de leur programme telles que le lancement d'une politique de travaux publics, l'adoption d'un tarif douanier protectionniste et la création d'une banque nationale. À la suite des deux vetos de Tyler sur les lois bancaires proposées par les whigs, tous les membres du cabinet, à l'exception de Webster, démissionnèrent en septembre 1841. Le président s'était néanmoins préparé à cette éventualité et forma rapidement un nouveau cabinet constitué de whigs anti-Clay.
Webster, qui était depuis longtemps mécontent de son rôle au sein du Parti whig et de l'administration Tyler, quitta à son tour le cabinet en mai 1843. Son successeur fut Abel P. Upshur qui se concentra sur le dossier, primordial aux yeux du président, de l'annexion du Texas. Dans l'espoir de bâtir son propre parti avec l'aide de whigs du Sud et de démocrates du Nord, Tyler limogea un certain nombre de fonctionnaires haut placés qu'il remplaça par des individus à la loyauté plus affirmée (les « hommes de Tyler »). L'une de ces nouvelles têtes, Thomas W. Gilmer (en), devint secrétaire à la Marine à la place d'Upshur. À la suite de ce remaniement, le cabinet de Tyler compta autant de démocrates que de whigs. Plusieurs des nominations faites par Tyler dans la seconde partie de son mandat, dont Upshur et Gilmer, étaient cependant des soutiens du sénateur de Caroline du Sud John C. Calhoun qui avaient pour mission de favoriser la candidature de ce dernier à l'élection présidentielle de 1844, ce que Tyler ignorait. Après les morts accidentelles d'Upshur et de Gilmer au début de l'année 1844, Tyler nomma Calhoun en tant que secrétaire d'État et l'ancien représentant John Y. Mason de Virginie en qualité de secrétaire à la Marine. Quelque temps plus tard, le secrétaire au Trésor John C. Spencer démissionna et fut remplacé par George M. Bibb, faisant du secrétaire à la Guerre William Wilkins (en) le dernier nordiste à siéger au cabinet.     
Tyler fut le premier président à voir ses propositions de nomination au sein du cabinet rejetées par le Congrès. Les quatre refus étaient Caleb Cushing au Trésor, David Henshaw à la Marine, James M. Porter (en) à la Guerre et James S. Green au Trésor. Henshaw et Porter furent des recess appointments mais leurs nominations furent rejetées par le Sénat. Tyler aggrava le problème en nommant Cushing à plusieurs reprises. Ainsi, sa candidature fut refusée trois fois le même jour, le 4 mars 1843, le dernier jour du 27e Congrès. La première épouse de Tyler, Letitia, était invalide et mourut en 1842. La belle-fille du président Priscilla Tyler assuma alors les fonctions d'hôtesse de la Maison-Blanche et de Première dame jusqu'au remariage de Tyler avec Julia Gardiner en juin 1844.

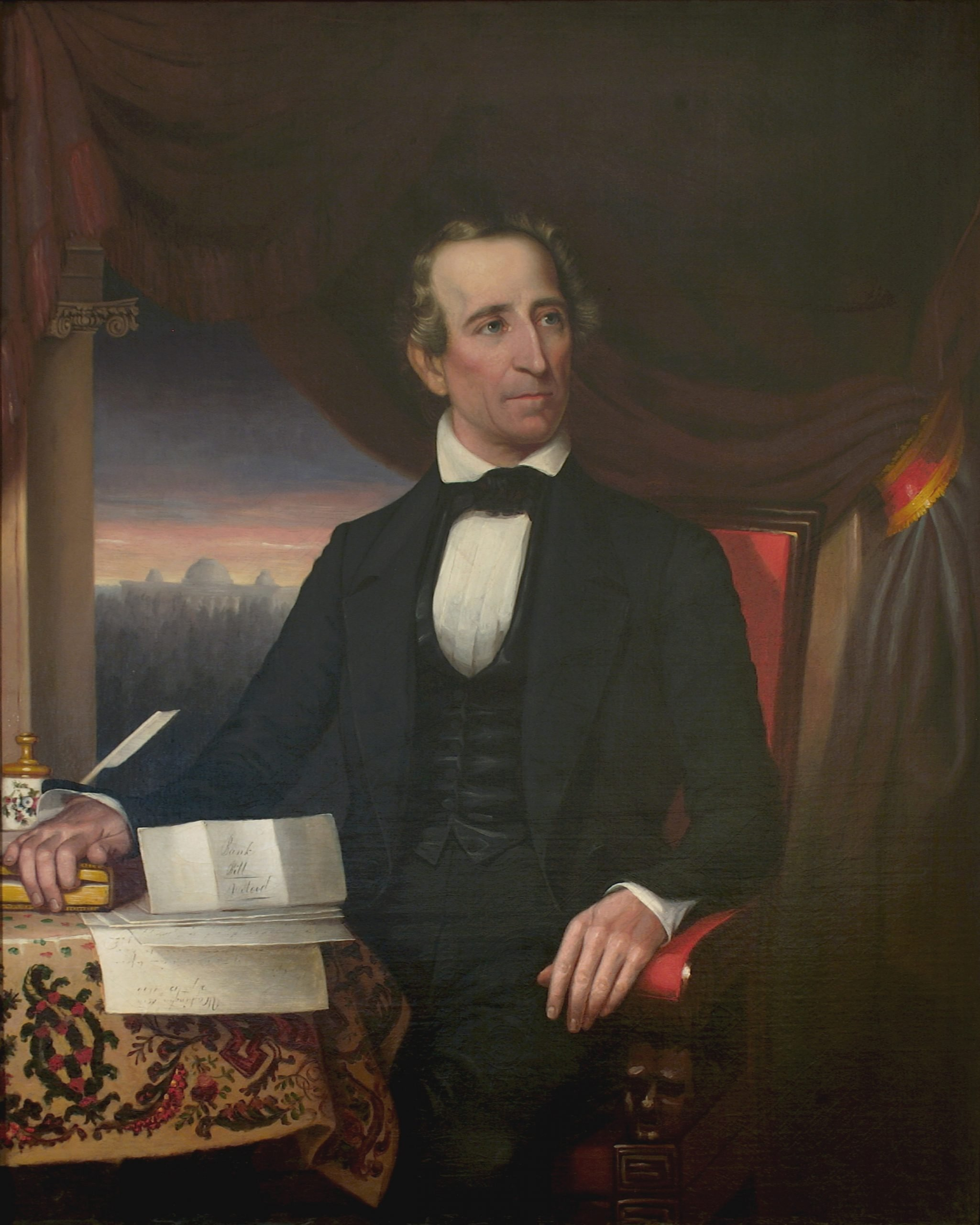
Le président John Tyler. Huile sur toile de William Hart, 1841.

## Nominations judiciaires
Tyler dut nommer deux juges à la Cour suprême car les juges Smith Thompson et Henry Baldwin moururent respectivement en 1843 et 1844. Tyler, toujours en conflit avec le Congrès, présenta plusieurs candidats pour les remplacer. Cependant le Sénat refusa de confirmer John C. Spencer, Reuben Walworth, Edward King et John M. Read (King fut refusé deux fois). L'une des raisons avancées était que le Sénat espérait que le whig Henry Clay remporte l'élection présidentielle de 1844 et nomme ses propres juges. Ces quatre refus constituent un record jamais battu.
Finalement en février 1845, moins d'un mois avant la fin de son mandat, la nomination de Samuel Nelson par Tyler à la place de Thompson fut confirmée par le Sénat. La confirmation de Nelson fut une surprise. Bien que démocrate, les whigs le jugèrent acceptable car il avait une réputation de juriste minutieux et non partisan. Le siège de Baldwin resta vide jusqu'à la confirmation de Robert Grier nommé par James K. Polk en 1846.
Tyler ne put nommer que six autres juges fédéraux, tous dans des cours de district.

## Politique économique et querelles de parti

### Élections de mi-mandat de 1842
Alors que les whigs avaient promis « de l'aide et des réformes » pour combattre les effets de la panique de 1837, la persistance du marasme économique coûta aux whigs de nombreux sièges lors des élections de mi-mandat de 1842. Les démocrates redevinrent majoritaires à la Chambre des représentants, ce qui ne fut pas pour déplaire à Tyler même si les deux principaux partis, désireux de présenter leurs propres candidats en 1844, continuèrent de s'opposer fréquemment à lui. De fait, aucune loi importante ne fut votée par le 27e Congrès finissant ni par le 28e Congrès qui lui succéda. Le dernier jour de la présidence de Tyler, le 3 mars 1845, le Congrès annula son veto sur une loi mineure concernant le service des douanes ; il s'agissait du premier veto présidentiel jamais annulé de l'histoire américaine.

## Affaires étrangères et militaires

### Pacifique
Impatient d'égaler le Royaume-Uni sur les marchés internationaux, Tyler envoya en 1844 l'avocat Caleb Cushing en Chine pour négocier le traité de Wanghia,. Ce traité fut le premier accord bilatéral entre les États-Unis et la Chine et permit d'accroître considérablement les échanges commerciaux entre les deux pays au cours des années suivantes. 